# Elliott Lewis

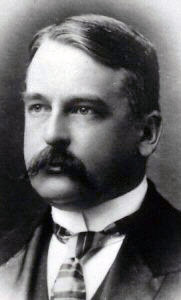
Neil Elliott Lewis

Sir Neil Elliott Lewis KCMG (* 27. Oktober 1858 in Hobart, Tasmanien; † 22. September 1935 ebenda) war ein Politiker der Anti Socialist Party (ASP), der Commonwealth Liberal Party (CLP) sowie der Nationalist Party of Australia, der zwischen 1899 und 1903, 1909 sowie 1909 bis 1912 drei Mal Premierminister von Tasmanien war.

## Leben

### Abgeordneter, Oppositionsführer und Premierminister 1899 bis 1903
Lewis absolvierte zunächst ein grundständiges Studium, das er mit einem Master of Arts (M.A.) beendete. Ein darauf folgendes postgraduales Studium der Rechtswissenschaften an der University of Oxford schloss er mit einem Bachelor of Civil Law (B.C.L.) ab und war danach als Rechtsanwalt tätig.
Ein Jahr nach seiner Rückkehr wurde Lewis am 26. Juli 1886 im Wahlkreis Richmond erstmals zum Mitglied des Repräsentantenhauses (Tasmanian House of Assembly), dem Unterhaus des tasmanischen Parlaments, gewählt und gehörte diesem zunächst bis zu seinem Mandatsverzicht im April 1903 an. Während seiner Parlamentszugehörigkeit wurde er im Mai 1894 Oppositionsführer der Konservativen und bekleidete diese Funktion bis November 1897.
Am 12. Oktober 1899 wurde Lewis als Nachfolger von Edward Braddon zum ersten Mal Premierminister Tasmaniens und behielt dieses Amt bis zu seiner Ablösung durch den Liberalen William Propsting am 8. April 1903. Während seiner Amtszeit übernahm er auch das Amt des Generalstaatsanwalts (Attorney General). Für seine politischen Verdienste wurde er 1902 zum Knight Commander des Order of St. Michael and St. George (KCMG) geschlagen und führte fortan den Namenszusatz „Sir“.
Nach seinem Ausscheiden aus dem Parlament nahm er seine Tätigkeit als Rechtsanwalt wieder auf.

### Premierminister 1909
Bei den Wahlen vom 30. April 1909 wurde Lewis als Kandidat der Anti Socialist Party abermals zum Mitglied des House of Assembly gewählt und vertrat nunmehr bis zum 10. Juni 1922 den Wahlkreis Denison.
Am 19. Juni 1909 wurde er Nachfolger von John William Evans zum zweiten Mal Premierminister, nachdem Evans zurückgetreten war. Grund des Rücktritts war das erfolgreiche Abschneiden der Australian Labor Party bei den Wahlen vom 30. April 1909: Zwar verfügte die Anti Socialist Party mit 24.779 Stimmen (50,61 Prozent) und 17 der 30 Sitze im Parlament weiterhin über eine absolute Mehrheit, verlor aber fünf Sitze an die Labor Party von John Earle, die 19.067 Stimmen (38,94 Prozent) erhielt und jetzt zwölf Sitze im Parlament hatte. In seinem Kabinett übernahm Lewis auch das Amt des Finanzministers (Treasurer).
In der Folgezeit untergrub jedoch eine Faktion von Liberalen innerhalb der Anti Socialist Party die Führung von Lewis, was schließlich am 20. Oktober 1909 zu einem Misstrauensvotum gegen Lewis führte.
Danach beauftragte der Gouverneur von Tasmanien, Harry Barron, John Earle mit der Regierungsbildung. Dieser bildete am 20. Oktober 1909 als Premierminister eine Minderheitsregierung, und damit die erste Regierung Tasmaniens, die von der Labor Party gebildet wurde. Lewis übernahm nunmehr abermals das Amt des Oppositionsführers der aus der Anti Socialist Party hervorgegangenen Commonwealth Liberal Party (CLP).
Bereits eine Woche später wurde Earle jedoch am 27. Oktober 1909 durch ein neuerliches Misstrauensvotum im House of Assembly abgesetzt.

### Premierminister 1909 bis 1912
Daraufhin wurde Lewis am 27. Oktober 1909 zum dritten Mal Premierminister Tasmaniens und übernahm in seiner Regierung auch wieder das Amt des Finanzministers.
Bei den Wahlen vom 30. April 1912 kam die Commonwealth Liberal Party von Premierminister Lewis auf 40.252 Stimmen (54,48 Prozent) und erreichte 16 Sitze, während Earles Labor Party 33.634 Stimmen (45,52 Prozent) und 14 Sitze erhielt. Trotz des Wahlsieges kam es zu interner Kritik an Lewis, woraufhin dieser am 14. Juni 1912 zurücktrat und Albert Solomon, der bisherige Generalstaatsanwalt, Bildungs- und Bergbauminister, neuer Premierminister wurde.
Nach einigen Jahren als Hinterbänkler wurde Lewis am 15. April 1916 von Premierminister Walter Lee als Finanzminister wieder in die Regierung des Bundesstaates berufen und bekleidete dieses Ministeramt bis zum 31. März 1922. Zugleich fungierte er in Lees Kabinett zwischen dem 15. April 1916 und dem 28. Juni 1922 auch als Bergbauminister (Minister for Mines) und war zuletzt vom 1. April bis zum 22. Juni 1922 auch Chefsekretär des Kabinetts.
Lewis, der seit 1919 Mitglied der Nationalist Party of Australia war, verzichtete auf eine erneute Kandidatur bei den Parlamentswahlen am 10. Juni 1922, schied aus dem House of Assembly aus und zog sich aus dem politischen Leben zurück.